# Elepuʻukahonua
Elepuʻukahonua (Olepuʻukahonua) bio je poglavica otoka Oʻahua na drevnim Havajima.
Tijekom Elepuʻukahonuine vladavine Oʻahu je podijeljen između potomaka Mawekea, koji je na Havaje došao s Tahitija.
Elepuʻukahonuin je djed bio Mulielealii, a otac Kumuhonua, osnivač prve dinastije Oʻahua. (Majka Elepuʻukahonue je nepoznata.) Njegova su braća bila Molohaia, Kahakuokane i Kukawaieakane (čini se da je Elepuʻukahonua bio najstariji sin svoga oca), a bratić Haulanuiaiakea, koji je vladao otokom Kauaʻijem.
Ne zna se tko je Elepuʻukahonuu naslijedio, ali se zna da je Elepuʻukahonuin unuk bio Nawele, koji je bio sin žene zvane Kaumana II. te muškarca zvanog Kahokupohakano, koji je bio sin Elepuʻukahonue i njegove supruge, Hikilene.